# Neumarkt im Hausruckkreis
Neumarkt im Hausruckkreis (auch als Neumarkt am Hausruck oder nach dem so benannten ÖBB-Bahnhof als Neumarkt-Kallham bekannt) ist eine Marktgemeinde mit 1527 Einwohnern (Stand 1. Jänner 2024) im Hausruckviertel in Oberösterreich.

## Geografie
Neumarkt liegt auf 388 m Höhe im Hausruckviertel. Die Ausdehnung beträgt von Nord nach Süd 1,7 km, von West nach Ost 2,3 km. Die Gesamtfläche beträgt nur 2,1 km², Neumarkt ist damit die flächenmäßig kleinste Gemeinde Oberösterreichs. Die Nachbargemeinden sind Kallham im Norden und Westen und Taufkirchen an der Trattnach im Süden und Osten. Die Dürre Aschach fließt von Westen nach Osten durch den Ort.

### Gemeindegliederung
Das Gemeindegebiet umfasst folgende zwei Ortschaften (in Klammern Einwohnerzahl Stand 1. Jänner 2024):
- Kledt (106)
- Neumarkt im Hausruckkreis (1421)

Die Gemeinde besteht aus der Katastralgemeinde Neumarkt.
Die Gemeinde liegt im Gerichtsbezirk Grieskirchen.

### Nachbargemeinden
| Kallham |                                             |                              |
|         | Kompassrose, die auf Nachbargemeinden zeigt |                              |
|         |                                             | Taufkirchen an der Trattnach |

## Geschichte
Archäologische Funde zeigen, dass die Gegend von Neumarkt schon in der Jungsteinzeit besiedelt war. In der Römerzeit kam es an der Kreuzung zweier Straßen zur Entwicklung eines Ortes, der sich aufgrund der verkehrsgünstigen Lage zu einem wichtigen Handelsplatz entwickelte. Urkundlich wurde Neumarkt erstmals zwischen 1200 und 1220 als „Newenmarch“ und dann wiederum im Jahr 1220 in einer Bestätigungsurkunde des Papstes Honorius III. als „Novum Forum“ (Neuer Markt) erwähnt.
Im Jahr 1543 erließ der Grundherr, Graf Georg von Schaunberg, eine Marktordnung, was als Markterhebung angesehen wird.
Einen großen Aufschwung erlebte Neumarkt mit der Eröffnung der Bahnstrecke Wels–Passau 1861 und der Entwicklung zum Verkehrsknotenpunkt.

## Kultur und Sehenswürdigkeiten

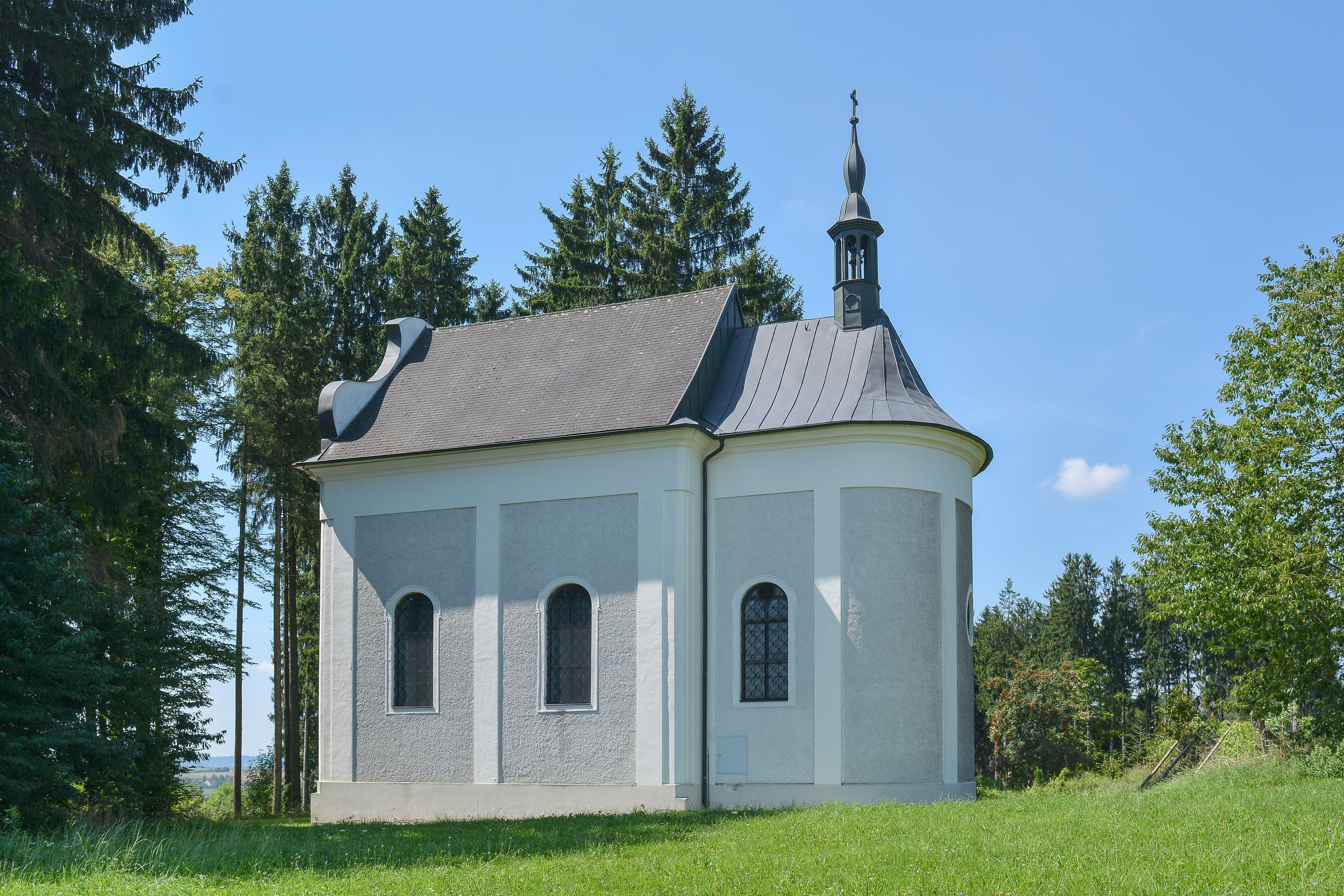
Kalvarienbergkirche

- Katholische Pfarrkirche hl. Florian
- Ehemalige Lederfabrik: In den letzten Jahren wurde die geschlossene Lederfabrik vermehrt für Kulturveranstaltungen genutzt. Die beiden Events Wurmfestival (Rock und Alternativ Musik) und Pressure Festival (Elektronische Musik) sind über die Grenzen von Oberösterreich hinaus bekannt und sorgen in der Musikszene und unter Jugendlichen für eine große Bekanntheit der kleinen Gemeinde. Zu Gast waren bereits: DJ Hell, Monika Kruse, Richie Hawtin, Kinderzimmer Productions, Alkbottle, Mono & Nikitaman, Ben Sims, Jeans Team, Attwenger, Paul Kalkbrenner, Kosheen, Boogie Pimps, Adam Beyer, Chris Liebing, Russkaja, Frittenbude.

## Wirtschaft und Infrastruktur

### Verkehr

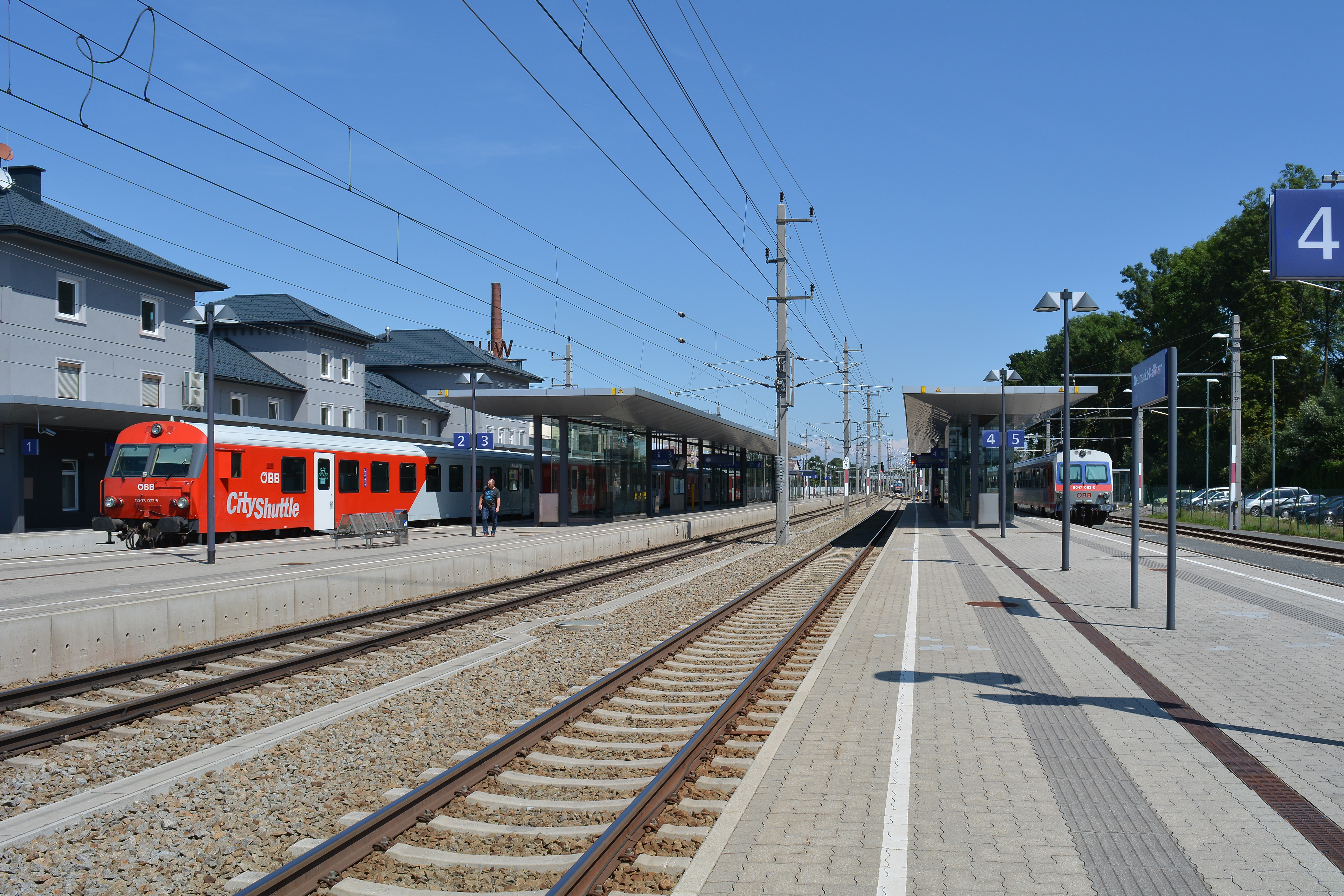
Bahnhof Neumarkt-Kallham

Neumarkt besitzt einen Abzweigbahnhof, Neumarkt-Kallham, an der Zweigstrecke Wels–Passau der österreichischen Westbahn. Er ist gleichzeitig ein Endpunkt der Linzer Lokalbahn. 2010 wurde die Renovierung und barrierefreie Gestaltung des Bahnhofes abgeschlossen (Umbaukosten: 53 Mio. Euro). Der Bahnhof ist ein wichtiger regionaler Verkehrsknoten für Pendler und Schüler.

### Ansässige Unternehmen

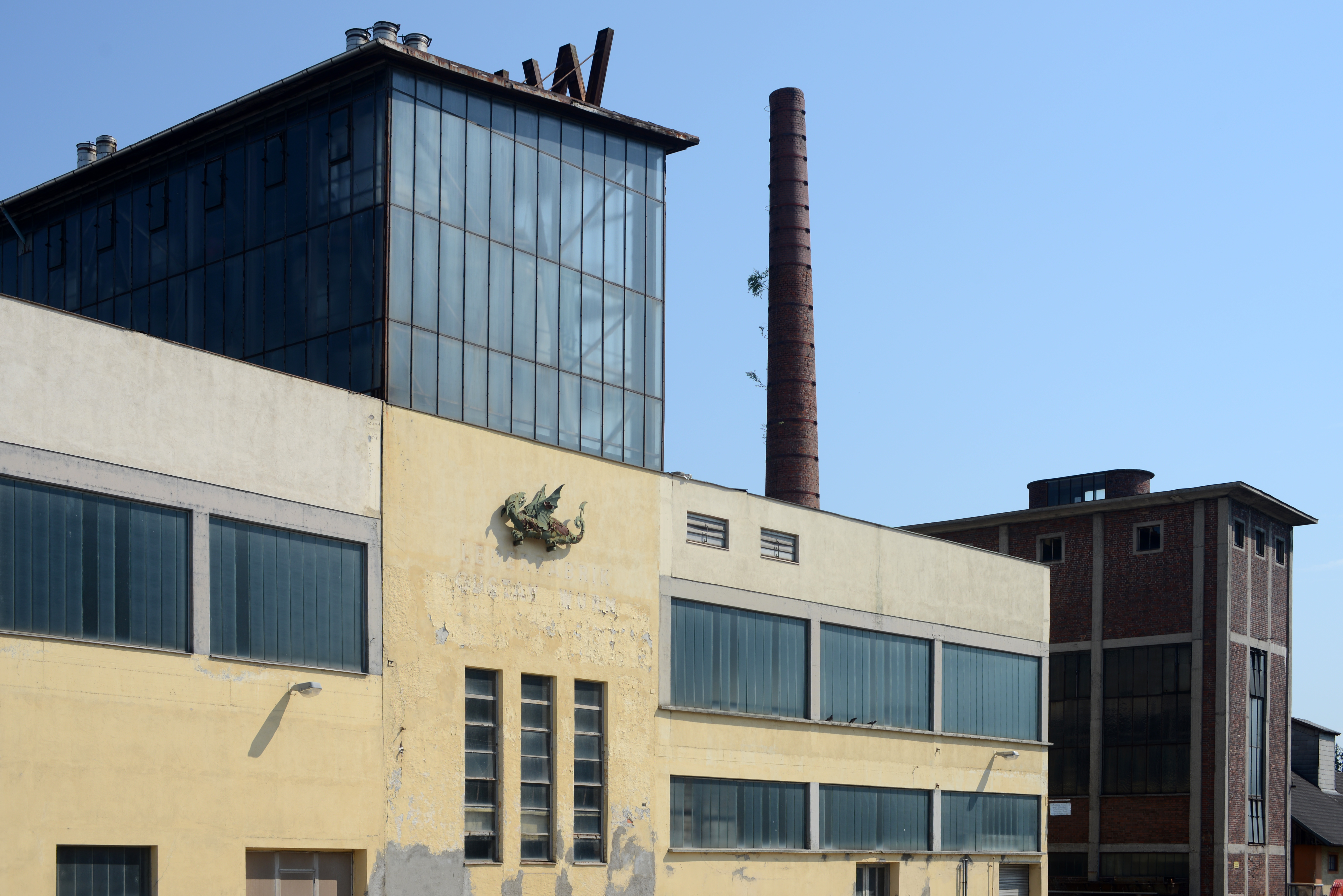
Ehemalige Lederfabrik Wurm (2014)

Neumarkt war bis in die 1980er Jahre durch mehrere Großbetriebe (Duswald Mühle, Lederfabrik Wurm, …) wirtschaftlich stark industriell ausgerichtet (so ist ein Teil des Ortes, die sogenannte Wurmsiedlung, extra für die Arbeiterschaft dieses Betriebes errichtet worden). In den 1990er Jahren begann der wirtschaftliche Abstieg dieser Traditionsunternehmen. Mittlerweile sind viele Betriebe geschlossen und abgezogen, beispielsweise wurde die Lederfabrik Wurm wegen eines Umweltskandals geschlossen. In Neumarkt befand sich mit der Käserei Wild die Produktionsstätte von „Sirius Camembert“, einer österreichweit bekannten Käsesorte, welche nunmehr in der Steiermark hergestellt wird.
Noch in Neumarkt beheimatet sind die Privatbrauerei Ritterbräu, ein Standort der weltweit tätigen Firma Hexcel Composites, die Zentrale der Firma Duswald Bau sowie die Firma Grüne Erde.

## Politik

### Gemeinderat
Der Gemeinderat hat 19 Mitglieder.
- Mit den Gemeinderats- und Bürgermeisterwahlen in Oberösterreich 1997 hatte der Gemeinderat folgende Verteilung: 8 ÖVP, 6 SPÖ und 5 FPÖ.
- Mit den Gemeinderats- und Bürgermeisterwahlen in Oberösterreich 2003 hatte der Gemeinderat folgende Verteilung: 9 ÖVP, 8 SPÖ und 2 FPÖ.
- Mit den Gemeinderats- und Bürgermeisterwahlen in Oberösterreich 2009 hatte der Gemeinderat folgende Verteilung: 9 ÖVP, 5 SPÖ und 5 FPÖ.
- Mit den Gemeinderats- und Bürgermeisterwahlen in Oberösterreich 2015 hatte der Gemeinderat folgende Verteilung: 8 ÖVP, 7 FPÖ und 4 SPÖ.
- Mit den Gemeinderats- und Bürgermeisterwahlen in Oberösterreich 2021 hat der Gemeinderat folgende Verteilung: 9 ÖVP, 6 FPÖ und 4 SPÖ.[5]

### Bürgermeister
Bürgermeister seit 1855 waren:
- 1855–1858 Joseph Reiß
- 1858–1861 Ignaz Haas
- 1861–1864 Josef Stupäk
- 1864–1867 Alois Pausinger
- 1867–1870 Franz Eybl
- 1870–1873 Gottfried Wurm
- 1873–1876 Franz Eybl
- 1876–1879 Josef Wimmer
- 1879–1882 Andreas Mayr
- 1882–1885 Franz Stern
- 1885–1888 Andreas Mayr
- 1888–1891 Ferdinand Duswald
- 1891–1895 Johann Sillinger
- 1895–1897 Anton Haderer
- 1897–1903 Franz Eybl
- 1903–1906 August Duswald
- 1906–1912 Franz Eybl
- 1912–1915 Anton Ranftl
- 1915–1919 Ferdinand Raab
- 1919–1924 Josef Immler
- 1924–1929 Franz Fuchs
- 1929–1934 Franz Eybl
- 1934–1935 Johann Weidenholzer
- 1935–1942 Josef Wild
- 1942–1945 Gustav Wurm
- 1945–1947 Johann Weidenholzer
- 1947–1955 Josef Wild
- 1955–1962 Rudolf Süßbauer
- 1962–1973 Hugo Freisleben
- 1973–1991 Erich Meier
- 1991–1997 Helmut Hölzl
- 1997–2008 Bernhard Geyer
- 2008–2015 Johann Floß (ÖVP)
- seit 2015 Herbert Ollinger (ÖVP)

### Wappen
Blasonierung: In Gold auf grünem Schildfuß linkshin gekehrt der heilige Florian in eisenfarbiger (blauer) Ritterrüstung mit rot-silbern gestreifter Zeughaube, in der linken Hand eine Stange mit abflatternder, rot-silber geteilter Fahne haltend, mit der Rechten aus einem roten Sechter (Eimer) einen silbernen Wasserstrahl gegen das vom linken Schildrand ausgehende, silberne, rot bedachte Kirchlein gießend, aus dessen schwarzen Tor- und Fensteröffnungen rot-gelbe Feuerflammen schlagen.
Das Marktwappen wurde Neumarkt 1553 von Graf Wolfgang von Schaunberg verliehen. Es zeigt mit dem hl. Florian den Pfarrpatron von Neumarkt und mit der rot-weißen Fahne die (umgekehrten) Farben der Schaunberger.

### Gemeindepartnerschaften
- Ostseebad Laboe in Deutschland[7]

## Persönlichkeiten

### Söhne und Töchter der Gemeinde
- Franz Wurmb (1806–1864), Arzt und Homöopath
- Karl Wurmb (1850–1907), Ingenieur, Planer zahlreicher österreichischer Eisenbahnstrecken
- Franz M. Eybl (* 1952), Germanist

### Ehrenbürger der Gemeinde
- 1932 Theodor Berger (1875–1956), Volksschuldirektor, Politiker und Heimatforscher